# La Loi de Goodnight
Pour plus de détails, voir Fiche technique et Distribution.
La Loi de Goodnight (Goodnight for Justice) est une série de téléfilms américaine de 3 épisodes diffusés les 29 janvier 2011, 28 janvier 2012 et 26 janvier 2013 sur Hallmark Channel.

## Synopsis
Dans le premier épisode, John Goodnight est un avocat qui, en raison de ses frasques notoires dans la ville de Chicago, est nommé juge itinérant dans les territoires de l'Ouest. On apprend que ses parents ont été abattus par des bandits alors qu'ils quittaient leur terre trop aride. Il est le seul survivant. Suivant les traces du juge assassiné avec ses parents, il revient faire œuvre de justice. Il croise la route d'une femme que le destin lui interdit d'aimer.
Il est confronté, dans le deuxième épisode, à un aspect de son passé : il doit juger pour meurtre un jeune homme qui pourrait bien être son propre fils. Le troisième épisode le conduit à rencontrer une joueuse professionnelle recherchée pour escroquerie et poursuivie par une de ses victimes, un colonel sudiste cruel et avide de vengeance. Elle se fait passer auprès de Goodnight pour une riche héritière en danger, et, de fait, elle l'est.

## Fiche technique
- Réalisateur : Jason Priestley (épisode 1), Kristoffer Tabori (épisode 2) et Martin Wood (épisode 3)
- Scripteurs : Tippi Dobrofsky, Neal H. Dobrofsky

## Distribution

### Acteur principal
- Luke Perry : John Goodnight

### Acteurs secondaires
- Lara Gilchrist (en) : Kate Ramsey (épisode 1)
- Ron Lea : Dan Reed (épisode 1)
- Jim Byrnes : Steve (épisode 1)
- Cameron Bright : Will Donahue (épisode 2)
- Stefanie von Pfetten : Callie Donahue (épisode 2)
- Teach Grant : Deke Spradling (épisode 2)
- Eric Keenleyside : Lucius Breed (épisode 2)
- Ricky Schroder : Cyril Knox (épisode 3)
- Katharine Isabelle : Lucy Truffaut (épisode 3)
- Ryan Robbins : Pinkerton (épisode 3)

## Téléfilms
1. La Loi de Goodnight (Goodnight for Justice) (diffusé le 22 septembre 2011 sur M6)
2. La Loi de Goodnight : La Valeur d'un homme (Goodnight for Justice : The Measure of a Man) (diffusé le 19 avril 2013 sur M6)
3. La Loi de Goodnight : La Belle Aventurière (Goodnight for Justice : Queen of Hearts) (diffusée le 2 avril 2013 sur M6)